# Balkissa Chaibou
Balkissa Chaibou (n. 1997) es una activista por los derechos de las mujeres nigerina. Su activismo comenzó cuando siendo adolescente su familia quiso forzarla a casarse con un primo desde los doce años. Chaibou, desde entonces, inició un largo recorrido para evitar aquel matrimonio que terminó en una demanda judicial contra su padre y su tío. Finalmente, el matrimonio jamás se concertó y Chaibou se convirtió en un símbolo feminista en Níger, país que de acuerdo a las estadísticas de la Unicef cuenta con la mayor tasa de matrimonios infantiles del mundo.

## Biografía
A Chaibou, nacida en una comunidad tuareg, se le anunció a los doce años que tendría que casarse con su primo una vez cumplidos los dieciséis años, renunciando a cualquier aspiración educativa siguiendo tradiciones tribales y para obtener una importante dote para su familia. Con el deseo de convertirse en médica, y además evitar aquel destino, destacó como estudiante secundaria para obtener calificaciones que le permitiesen acceder a una escuela de Medicina. Con dieciséis años, un día antes del compromiso y bajo amenazas de muerte, escapó para evitar concertar, finalmente, el matrimonio con su primo. Logró esconderse en un centro de mujeres, lugar donde recibió asistencia jurídica, y su caso fue llevado a un tribunal de Níger, donde fueron acusados su padre y su tío por el suceso, aunque la causa judicial no prosperó y se cerró alegándose un simple malentendido en 2015.
Chaibou en la actualidad estudia Medicina, tal y como lo había decidido desde niña; por otra parte, da charlas y organiza campañas en contra de los matrimonios infantiles y por los derechos de las mujeres en su país. Su caso llegó a ser tan reconocido que atrajo la atención de medios como la BBC, que produjo un documental sobre su vida, y medios de Níger.

## Reconocimientos
Su historia fue recogida por el libro «Cuentos de buenas noches para niñas rebeldes», en su primer tomo, como también ha sido destacada por numerosas organizaciones feministas y del sistema de la Organización de las Naciones Unidas.